# Iouri Jigounov
Pour les articles homonymes, voir Jigounov.
Œuvres principales
- Alpha
- XIII

Iouri Jigounov (en russe : Юрий Жигунов) est un auteur russe de bande dessinée, né le 22 octobre 1967 à Moscou,.
Installé en Belgique depuis 1997, il est essentiellement connu comme dessinateur des douze premiers albums de la série Alpha, scénarisée par Pascal Renard (pour les deux premiers tomes), ensuite par Mythic (pour les huit volumes suivants) et par lui-même (pour trois volumes supplémentaires), série qui met en scène un agent de la CIA. Il est également connu pour sa reprise du dessin de la série XIII, à partir de 2011, à la suite de William Vance.

## Œuvres
- Album non rattaché à une série :
  - Iouri Jigounov, seul :
    - Les Lettres de Krivtsov, Le Lombard, collection « One Shot », Bruxelles, février 1995, 48 p.,  (ISBN 2-8036-1131-7) ou  (ISBN 978-2-8036-1131-7).
- Série Alpha :
  - Iouri Jigounov (dessins) et Pascal Renard (scénario) :
    1. 1996 : L'Échange, Le Lombard, coll. « Troisième vague », Bruxelles, 1997, 48 p.,  (ISBN 2-8036-1432-4) (réédition mars 1999).
    2. 1er janvier 1997 : Clan Bogdanov, Le Lombard, coll. « Troisième vague », Bruxelles, 1997, 48 p.,  (ISBN 2-8036-1431-6) (réédition mars 2001).

  - Iouri Jigounov (dessins) et Mythic (scénario) :
    1.  1er janvier 1998 : Le Salaire des loups, Le Lombard, coll. « Troisième vague », Bruxelles, 1998, 48 p.,  (ISBN 2-8036-1430-8) (réédition mars 2001).
    2. 1er mars 1999 : La Liste, Le Lombard, coll. « Troisième vague », Bruxelles, 1999, 48 p.,  (ISBN 2-8036-1383-2) (réédition décembre 2000).
    3. 1er octobre 2000 : Sanctions, Le Lombard, coll. « Troisième vague », Bruxelles, octobre 2000[3], 48 p.,  (ISBN 2-8036-1486-3).
    4. 1er avril 2002 : L'Émissaire, Le Lombard, coll. « Troisième vague », Bruxelles, 2002, 48 p.,  (ISBN 2-8036-1639-4).
    5. 1er octobre 2003 : Snow White, 30 secondes !, Le Lombard, coll. « Troisième vague », Bruxelles, 2003, 48 p.,  (ISBN 2-8036-1835-4).
    6. 1er novembre 2004 : Jeux de puissants, Le Lombard, coll. « Troisième vague », Bruxelles, 2004, 48 p.,  (ISBN 2-8036-2036-7).
    7. 15 septembre 2006 : Scala, Le Lombard, coll. « Troisième vague », Bruxelles, 2006, 48 p.,  (ISBN 978-2-8036-2094-4).
    8. 11 mai 2007 : Mensonges, Le Lombard, coll. « Troisième vague », Bruxelles, 2007, 48 p.,  (ISBN 978-2-8036-2249-8).

  - Iouri Jigounov (dessins et scénario) :
    1.  10 septembre 2009 : Fucking patriot, Le Lombard, coll. « Troisième vague », Bruxelles, 2009, 56 p.,  (ISBN 978-2-8036-2456-0).

  - Iouri Jigounov (scénario et dessins) et Chris Lamquet (dessins) :
    1.  30 août 2013 : Petit tour avec Malcolm, Le Lombard, coll. « Troisième vague », 2013, 48 p.,  (ISBN 978-2-8036-2749-3).

  - Iouri Jigounov (scénario) et Chris Lamquet (dessins) :
    1.  12 octobre 2018 : Le Syndrome de Maracamba, Le Lombard, coll. « Troisième vague », 2018, 48 p.,  (ISBN 978-2-8036-3372-2).

Les trois premiers albums de la série Alpha ont fait l'objet, le 3 novembre 2005, d'une réédition groupée sous le titre « Alpha, Intégrale : Un agent à Moscou », Le Lombard, coll. « Troisième vague », Bruxelles, 2005, 146 p.,  (ISBN 978-2-8036-2125-5).
- Série XIII :
  - Iouri Jigounov (dessins), Yves Sente (scénario) et Bérangère Marquebreucq (couleurs) :
    1. novembre 2011 : Le Jour du Mayflower, Dargaud, 48 p.,  (ISBN 978-2505012948).
    2. novembre 2012 : L'Appât, Dargaud, 48 p.,  (ISBN 978-2505015048).
    3. novembre 2013 : Retour à Greenfalls, Dargaud, 48 p.,  (ISBN 978-2505017998).
    4. novembre 2014 : Le Message du martyr, Dargaud, 48 p.,  (ISBN 978-2505060031).
    5. juin 2016 : L'Héritage de Jason Mac Lane, Dargaud, 48 p.,  (ISBN 978-2505063513).
    6. août 2019 : The XIII History, Dargaud, 64 p.,  (ISBN 978-2505068808).
    7. novembre 2019 : 2132 mètres, Dargaud, 48 p.,  (ISBN 978-2505069904).